# Anatole de Grunwald
Anatole de Grunwald (russe : Анатолий Константинович фон Грюнвальд) est un producteur de cinéma et un scénariste britannique né le 25 décembre 1910 à Saint-Pétersbourg (alors dans l'Empire russe) et mort le 13 janvier 1967 à Londres (Angleterre).

## Biographie
Anatole de Grunwald est le fils d'un diplomate au service de Nicolas II. En 1917 sa famille quitte la Russie bolchévique et s'installe en Angleterre. Plus tard il fait ses études à la Sorbonne et à Cambridge, avant de devenir journaliste.
Il devient scénariste en 1939, puis plus tard producteur, notamment dans la société de production qu'il crée avec son frère Dimitri. Il collabore étroitement avec Anthony Asquith et Terence Rattigan.

## Filmographie partielle

### comme scénariste
- 1940 : En français, messieurs (French Without Tears) d'Anthony Asquith
- 1941 : La Commandante Barbara (Major Barbara) de Gabriel Pascal
- 1941 : Cottage à louer (Cottage to Let) d'Anthony Asquith
- 1941 : Mariage sans histoires (Quiet Wedding) d'Anthony Asquith
- 1942 : Service secret (Secret Mission) de Harold French
- 1942 : Penn of Pennsylvania de Lance Comfort
- 1942 : Riposte à Narvik (The Day Will Dawn)
- 1943 : L'Étranger (The Demi-Paradise) d'Anthony Asquith
- 1943 : Contre-espionnage (en) de Karel Lamač
- 1945 : Le Chemin des étoiles (The Way to the Stars) d'Anthony Asquith
- 1947 : Erreurs amoureuses (While the Sun Shines) d'Anthony Asquith
- 1948 : Bond Street (en) de Gordon Parry
- 1948 : Winslow contre le roi (The Winslow Boy) d'Anthony Asquith
- 1949 : Golden Arrow de Gordon Parry
- 1952 : Les Filles de la pénombre (Women of Twilight) de Gordon Parry
- 1953 : Week-end à Paris (Innocents in Paris) de Gordon Parry
- 1958 : Le Dilemme du docteur (The Doctor's Dilemma) d'Anthony Asquith
- 1959 : La nuit est mon ennemie (Libel) d'Anthony Asquith
- 1960 : La Profession de Madame Warren (Frau Warrens Gewerbe) de Ákos Ráthonyi

### comme producteur
- 1943 : L'Étranger (The Demi-Paradise) d'Anthony Asquith
- 1945 : Le Chemin des étoiles (The Way to the Stars) d'Anthony Asquith
- 1947 : Erreurs amoureuses (While the Sun Shines) d'Anthony Asquith
- 1948 : Bond Street (en) de Gordon Parry
- 1948 : Winslow contre le roi (The Winslow Boy) d'Anthony Asquith
- 1949 : Golden Arrow de Gordon Parry
- 1949 : La Reine des cartes (The Queen of Spades) de Thorold Dickinson
- 1953 : Week-end à Paris (Innocents in Paris) de Gordon Parry
- 1958 : Le Dilemme du docteur (The Doctor's Dilemma) d'Anthony Asquith
- 1959 : La nuit est mon ennemie (Libel) d'Anthony Asquith
- 1962 : Choc en retour (I Thank a Fool) de Robert Stevens
- 1963 : Hôtel International (The V.I.P.s) d'Anthony Asquith
- 1963 : Les Filles de l'air (Come Fly with Me) de Henry Levin
- 1964 : La Rolls-Royce jaune (The Yellow Rolls-Royce) d'Anthony Asquith